# Nerijus Atajevas
Nerijus Atajevas, né le 21 août 1981 à Zarasai en URSS (aujourd'hui en Lituanie), est un joueur lituanien de handball. Cet arrière gauche est international A lituanien.

## Carrière
Après avoir évolué dans son pays natal au Granitas Kaunas, il rejoint en 2004 la France et le Paris Handball où, pour sa première saison, il devient vice-champion de France et finaliste de la Coupe de la Ligue. En manque de temps de jeu sur le poste d'arrière gauche, où il était en concurrence avec Ibrahima Diaw et la recrue algérienne Belgacem Filah, il est libéré de son contrat pour rejoindre le club suisse du Kadetten Schaffhouse en janvier 2006.
Après 6 mois en Suisse, il signe un contrat de deux ans à l'US Créteil. Élu joueur du mois de novembre 2007 du Championnat de France, il reste dans le club cristollien jusqu'en 2012.
Il rejoint alors le club biélorusse du HC Meshkov Brest mais il est victime d’une rupture du tendon d’Achille en 2013. Il ne joue ainsi pas la fin de saison 2013/14 et il retrouve la France en 2014 en signant au Saint-Marcel Vernon en Nationale 1. En 2016, il prend la direction de l'AL Loudéac en Nationale 2. Il évolue depuis au Saint-Cyr Touraine Agglomération Handball.

## Palmarès
- Vainqueur du Championnat de Lituanie (5) : 2000, 2001, 2002, 2003, 2004
- Deuxième du Championnat de France (1) : 2005
- Finaliste de la Coupe de la Ligue (1) : 2005, 2008
- Vainqueur du Championnat de Suisse (1) : 2006
- Vainqueur du Championnat de France de deuxième division (1) : 2011